# Стара нова земля
«Стара нова земля» (нім. Altneuland) — утопічний роман австро-угорського письменника та громадського діяча єврейського походження Теодора Герцля, в якому представлено ідеалістичне існування майбутньої юдейської держави. Автор сформулював основи політичного і суспільного устрою єврейської держави в Палестині.

## Історія роману
Роман видано у 1902 році. Причиною його створення було бажання ідеолога сіонізму Теодора Герцля в досить зрозумілій та популярній формі викласти свої політично-економічні думки щодо майбутнього юдейської нації, можливості створення національної держави.
Перекладено Ізраєлем Ісидором Єляшев на ідиш, 1902 року Наумом Соколовим — на іврит, отримавши назву «Тель-Авів» (івр. תֵּל־אָבִיב‎, «Весняний пагорб»), узяте з Книги Єзекіїля (однієї з кениг Біблії). Саме назва цього роману вплинуло на найменування  міста в   Ізраїле, заснованого у 1909 році як невеличке поселення.

## Сюжет
Роман розповідає історію Фрідріха Левенберга, молодого єврейського безробітного правника з Відня, який через любовну тугу та відсутність професійних перспектив, приєднується до прусського інженера й мільйонера Кінгскура (прототип Адальберт Кенігсгоф), який вирушає на один з Островів Кука в Тихому океані. Зупинившись у Яффі (Палестина) на шляху місця своєї мандрівки, Левенберг і Кінгскур вирішують відвідати Єрусалим. Подорожуючи, вони знаходять Палестину відсталою, нужденною та малонаселеною землею.
Пройшло 20 років. Левенберг і Кінгскур повертаються до Європи. На своєму шляху вони знову відвідують Палестину. Вони здивовані, виявивши землю, яка кардинально змінилася. Тут утворилася Єврейська організація, яка офіційно названа Нове суспільство для колонізації Палестини, після того, як європейські євреї знову заселили Палестину.
Це ліберальна та егалітарна соціальна кооперативна організація, а не держава. Вона створена на основі угоди з Османською імперією, якій щорічний податок. сплачується Основними мовами є німецька, іврит та ідиш. Столицею є Єрусалим, де засідає конгрес та академія наук, діє опера й театр.
Країна, серед очільників якої є знайомі Левенберга з Відня, має процвітаючу змішану економіку, що поєднує державну власність, велику кооперативну індустрію та приватну ініціативу, які базуються на найсучасніших технологіях. Основу становлять кооперативи. Основу сільського господарства є вирощування цитрусових і винограду. Важливу роль відіграє туризм. Більшість торговців у країні — вірмени, греки та члени інших етнічних груп. Промисловим центром є місто Хайфа.
Держава є домом для вільного, справедливого та космополітичного сучасного суспільства. Араби мають повні рівні права з євреями.
Під час перебування Левенберга в державі відбуваються вибори. Йде протистояння між фанатичним рабином, який стверджує, що країна належить суто юдеям, і вимагає неєврейських громадян позбавити прав голосу, але в кінцевому підсумку він зазнає поразки. Левенберг разом з Кінгскуром залишаються у новій державі.

## Роман і реальність
- Розвиток Хайфи розпочала Британська колоніальна влада.
- Замість Хайфи економічним центром став Тель-Авів
- Герцль не передбачав арабсько-ізраїльських конфліктів, оскільки вважав, що араби Палестини будуть радісно вітати нових єврейських поселенців.